# Herman (Minnesota)
Herman – miasto w Stanach Zjednoczonych, w stanie Minnesota, w hrabstwie Grant.